# تری‌متیل‌سیلیل کلرید
تری‌متیل‌سیلیل کلرید (به انگلیسی: Trimethylsilyl chloride) با فرمول شیمیایی C3H9SiCl یک ترکیب شیمیایی با شناسه پاب‌کم 6397 است. که جرم مولی آن 108.64 g/mol می‌باشد. شکل ظاهری این ترکیب، مایع بی‌رنگ است.